# Actinia grobbeni
Actinia grobbeni is een zeeanemonensoort uit de familie Actiniidae.
Actinia grobbeni is voor het eerst wetenschappelijk beschreven door Watzl in 1922.